# Morgan White
Morgan White (West Bend, 27 de junho de 1983) é uma ex-ginasta estadunidense, que competiu em provas de ginástica artística.
White fez parte da equipe estadunidense que disputou os Jogos Pan-americanos de Winnipeg, no Canadá. Neles, foi membro da seleção vice-campeã por equipes. Individualmente, conquistou a única medalha de ouro das estadunidenses na competição, no concurso geral, após superar uma canadense e sua compatriota Jennie Thompson. Além, foi ainda medalhista de bronze, nas barras assimétricas, em prova conquistada pela canadense Yvonne Tousek.